# Южная Дания
Южная Дания (дат. Syddanmark) — административная область в Дании, созданная 1 января 2007 в рамках муниципальной реформы 2007 года, по которой традиционные административные единицы амты были заменены на пять крупных областей. В то же время маленькие муниципалитеты были объединены в бо́льшие по размеру административные единицы. Область включает 22 муниципалитета (коммун).
Расположена в южной части полуострова Ютландия, островах Фюн, Лангеланн, Эрё и др. Включает территорию бывших амтов Фюн, Рибе и Южная Ютландия. Раньше входило в состав Германской империи

## Муниципалитеты

Административная карта региона Южная Дания

- Ассенс (Assens)
- Биллунн (Billund)
- Вайен (Vejen)
- Вайле (Vejle)
- Варде (Varde)
- Кертеминне (Kerteminde)
- Коллинг (Kolding)
- Лангеланн (Langeland)
- Миддельфарт (Middelfart)
- Норфюнс (Nordfyns)
- Нюборг (Nyborg)
- Обенро (Aabenraa)
- Оденсе (Odense)
- Свеннборг (Svendborg)
- Сённерборг (Sønderborg)
- Тённер (Tønder)
- Фанё (Fanø)
- Фоборг-Миттфюн (Faaborg-Midtfyn)
- Фредерисия (Fredericia)
- Хадерслев (Haderslev)
- Эрё (Ærø)
- Эсбьерг (Esbjerg)